# Heterostemon
Heterostemon es un género de plantas fanerógamas de la familia Fabaceae. Es originario de Sudamérica.

## Especies
A continuación se brinda un listado de las especies del género Heterostemon aceptadas hasta septiembre de 2021, ordenadas alfabéticamente. Para cada una se indica el nombre binomial seguido del autor, abreviado según las convenciones y usos.
- Heterostemon amoris Fonseca-Cortés
- Heterostemon conjugatus Benth.
- Heterostemon ellipticus Benth.
- Heterostemon impar Benth.
- Heterostemon ingifolius Sandwith
- Heterostemon mazarunensis Sandwith
- Heterostemon mimosoides Desf
- Heterostemon otophorus Sandwith